# 벡 에어 2100편 추락 사고
벡 에어 2100편 추락 사고(영어: Bek Air Flight 2100)는 승객 93명과 승무원 5명 등 98명을 태우고 알마티 국제공항에서 누르술탄 국제공항으로 향하고 있었던 벡 에어 소속 포커 100 여객기로, 이륙 직후 공항 건물과 충돌하여 그대로 추락, 12명이 숨지고 54명이 다쳤다. 사고 항공기는 수도인 누르술탄의 거점이기도 하는 누르술탄 국제공항으로 향하고 있는 것으로 보인다. 현재까지 사고 현장에 화재는 발생하지 않았다고 러시아의 스푸트니크 통신이 전했다. 다만 실질적인 생존자는 88명이 아닌 86명인 것으로 집계되어 있다.

## 추락 사고의 원인
추락 사고가 일어나는 원인을 보면 조종사의 실수나 기술적 고장 등의 가능성이 있는 것으로 보고되어 있다. 그러나 사고 현장에서 블랙박스를 회수하여 조사되어 있는 상태이기도 하다. 한편 카자흐스탄 정부 당국에서는 이날 애도 기간으로 선포된 상태이기도 하며, 문제의 항공기 기체인 포커 100 기종의 운항을 보잉 737 MAX와 비슷하게 규제 조치하게 된 것으로 결론지은 사실로 밝혔다. 다만 추락한 해당 항공기는 아시아나항공 733편 추락 사고와 비슷하게 화재가 발생되지 않는 것으로 보이게 된다.

## 기체 정보
해당 항공기는 1996년 네덜란드 포커 사에서 제작된 포커 100 여객기로, 2013년 벡 에어를 통해 인도되었다.

## 탑승자 명단
12명이 숨지고, 54명의 부상자가 발생되었다. 다만, 항공기 기체에 탑승하고 있는 명단은 아래와 같다.
| 국적자         | 승객 | 승무원 | 합계 |
| -------------- | ---- | ------ | ---- |
| 카자흐스탄     | 89   | 5      | 94   |
| 키르기스스탄   | 1    | 0      | 1    |
| 중화인민공화국 | 1    | 0      | 1    |
| 우크라이나     | 2    | 0      | 2    |
| 누계           | 93   | 5      | 98   |

## 같이 보기
- 아시아나항공 733편 추락 사고